# Halsrippensyndrom
Als  Halsrippensyndrom, auch Adson-Coffey-Syndrom oder Naffziger-Syndrom, nach Howard C. Naffziger (1884–1956), bezeichnet man die Kompression der Leitungsbahnen zum Arm durch eine zusätzliche, rudimentäre bis komplette, evtl. gelenkig unterteilte Rippe am 7. Halswirbel beim Menschen. Sie ist manchmal kombiniert mit weiteren Skelettanomalien, vielfach allerdings nur einseitig.
Bei Säugetieren werden Halsrippen normalerweise nicht mehr angelegt. Sie sind als stammesgeschichtliches Relikt ein Atavismus und kommen bei weniger als 1 % der Bevölkerung vor.

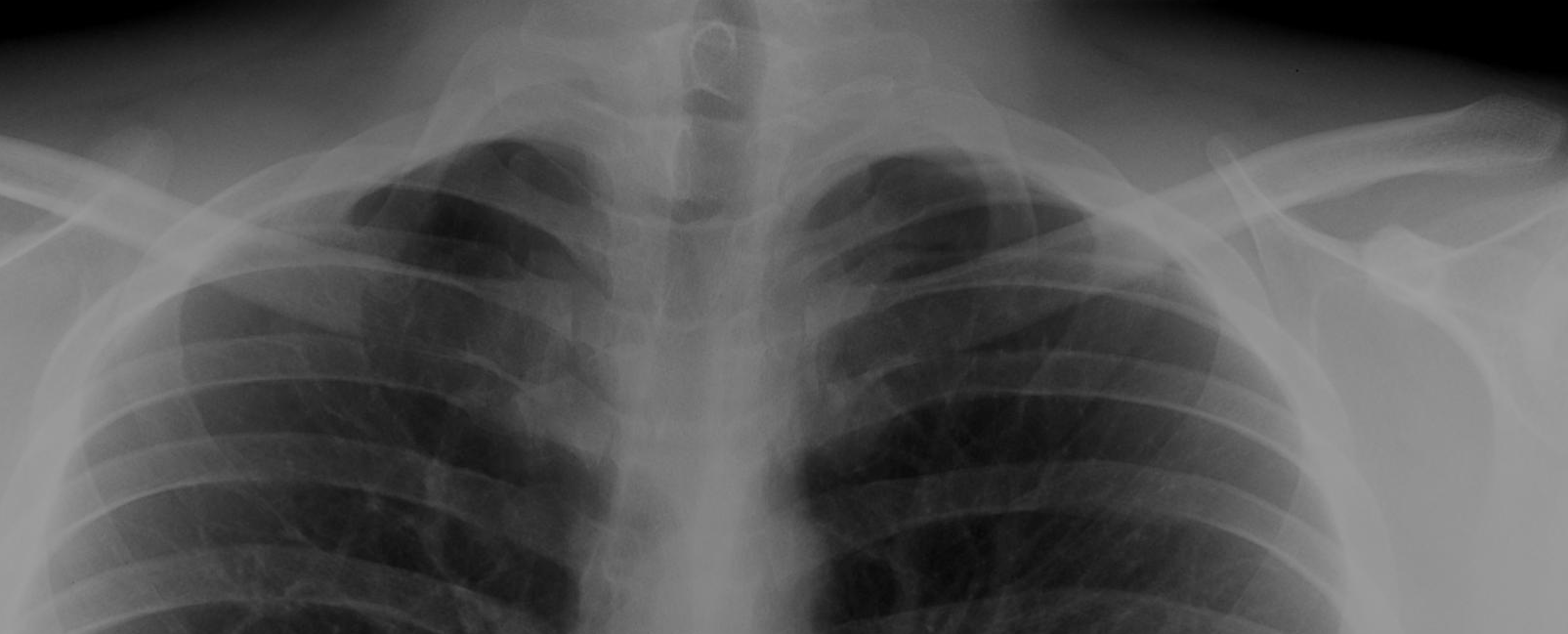
Halsrippen im Röntgenbild.

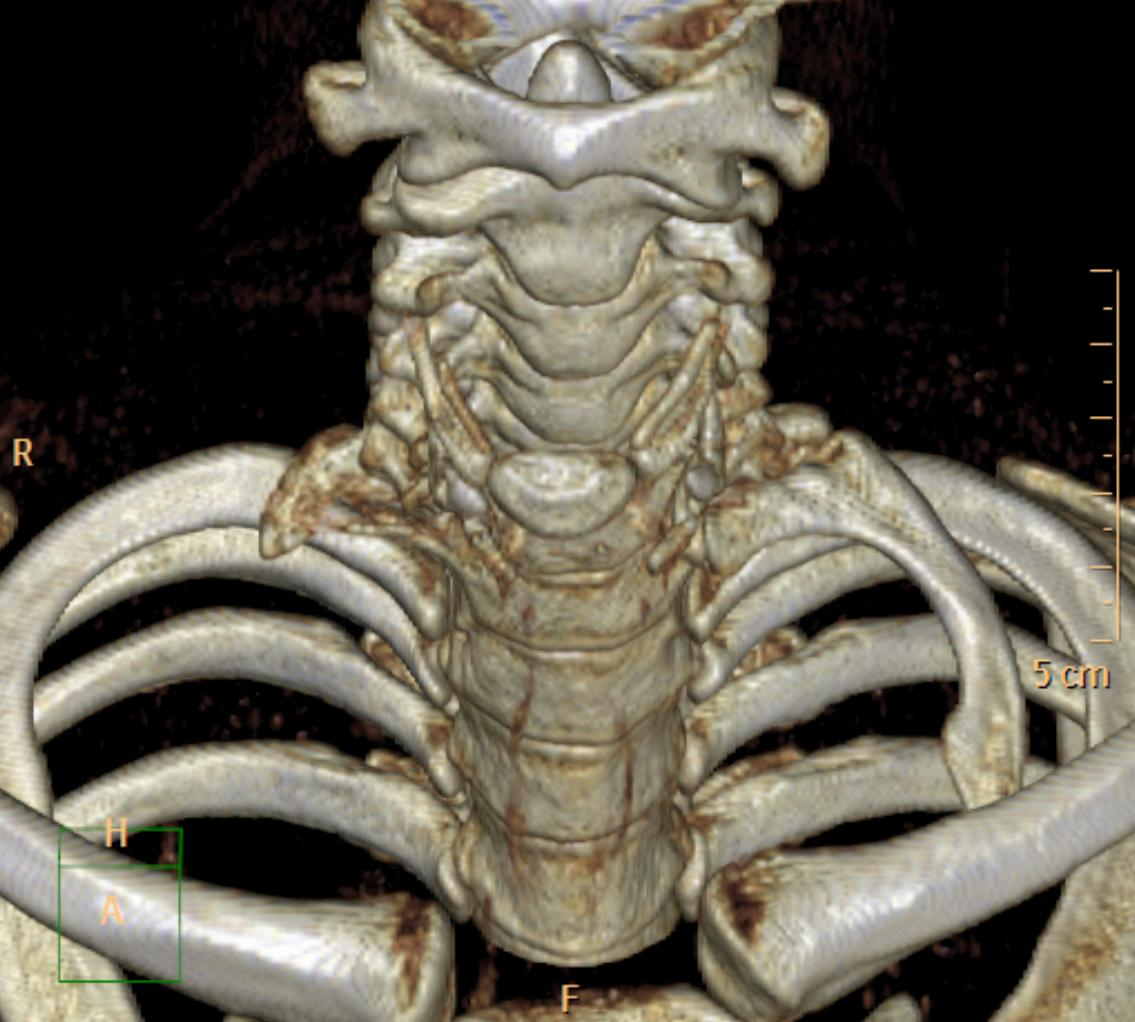
Halsrippe links. Computertomographie 3D-Rekonstruktion.

Die obere Schlüsselbeingrube ist durch einen in der Tiefe tastbaren, knochenharten Tumor verstrichen. Der Nachweis gelingt mit speziell eingestellten Röntgenaufnahmen sowie mit weiterführenden bildgebenden Verfahren, wie CT oder MRT. Oft ist die Halsrippe ein Zufallsbefund ohne jeden Krankheitswert.
Beim eigentlichen Halsrippensyndrom besteht aber eine Beeinträchtigung der Nerven des Armgeflechts und der Blutzirkulation in der Arteria subclavia oder Vena subclavia (vor allem bei Armhebung). Das Halsrippensyndrom gehört zu den Thoracic-outlet-Syndromen. Die Behandlung besteht in der operativen Entfernung der Halsrippe.